# Половецкое изваяние из Старого Орхея
Половецкое изваяние из Старого Орхея — антропоморфное изваяние конца XI — начала XII вв, выполненное из цельной скалы и расположенное в непосредственной близости от древней переправы через реку Реут, в Национальном парке Оргеев.
Впервые описано В.Д.Гукиным в 1991 году.
По предположению В. Д. Гукина, представляет собой древний указатель на место брода в каньоне реки Реут, находящийся на высоте 20-25 метров, от зеркала реки. Стела изготовлена из монолитной известняковой скалы размером 80х90х270 см, обработана лишь её лицевая сторона размером 9х70х100 см.

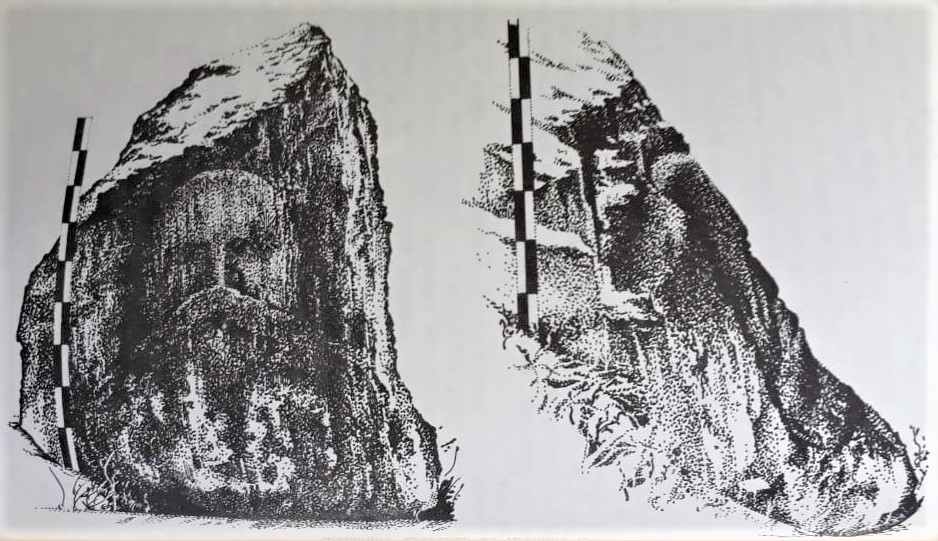
Рисунок лицевой стороны и профиля половецкого изваяния с масштабом.

По изобразительно-производственным приёмам обработки данная стела относится к I или II типу изваяний, сделанных в технике барельефа. Стела классифицируется как «мужская статуя». Лицо имеет ярко выраженные монголоидные черты, на нём чётко обозначены брови и нос с выраженными ноздрями, глаза и усы.
По предположению И.А.Бондаря, мужское половецкое изваяние на реке Реут, может олицетворять образ древнетюрского бога Ыдук Йер-Суба — речного божества, покровителя священной «земли-воды», переправ, водопоев и источников.
Половецкое изваяние из Старого Орхея — уникальное для центральной части Днестровско-Прутского междуречья, не имеет прямых аналогов в половецком поле — Дешт-И-Кипчака.